# Presidente Castelo Branco, Santa Catarina
Presidente Castelo Branco este un municipiu din statul Santa Catarina, Brazilia.